# 外星邻居
《外星邻居》（英語：The Neighbors）是一部由Dan Fogelman的创造的美国情景喜剧，本片于2012年9月26日起在ABC播出。台灣重播時更名為《來自星星的鄰居》。